# Варшавская конференция в феврале 2019
Варшавская конференция в феврале 2019 года (англ. February 2019 Warsaw Conference), также широко известная как Конференция по Ближнему Востоку под руководством США (англ. US-led Middle East conference in Warsaw), состоялась 13 и 14 февраля 2019 года в Варшаве, столице Польши. Конференция была организована Польшей и США. Согласно совместному официальному заявлению, темами конференции стали: «терроризм и экстремизм, разработка и развитие ракетных систем, морская торговля и безопасность, а также угрозы, исходящие от прокси-групп по всему региону». В начале февраля госсекретарь США Майк Помпео заявил, что целью конференции является «влияние Ирана и терроризм в регионе». Однако после того, как европейское сообщество возразило против включения этой цели в повестку конференции, Соединённые Штаты были вынуждены отказаться от планирования создания глобальной коалиции против Ирана.
Варшавская конференция стала полуофициальной почвой для создания арабо-израильской коалиции против Ирана в свете конфликта между Ираном и Израилем, а также конфликта между Ираном и Саудовской Аравией. Коалиция возникла в 2017 году после улучшения отношений между Израилем и государствами Персидского залива, она получила широкое внимание со стороны средств массовой информации в свете Варшавской конференции в феврале 2019 года.

## Пресс-конференция
12 февраля госсекретарь США и министр иностранных дел Польши провели пресс-конференцию, за день до официального начала саммита «Мир и безопасность на Ближнем Востоке». Помпео заявил, что на конференции в Варшаве принимают участие более 60 государств.
Позднее в одном из интервью в Варшаве он сказал следующее: «Мы хотим, чтобы иранский народ имел возможность жить в процветающем, мирном обществе, которое зависит от его желаний, его волеизъявления».

## Реакции
В первый день конференции премьер-министр Израиля Биньямин Нетаньяху написал в Twitter, что встреча с арабскими лидерами должна была достичь «общих интересов в войне с Ираном», что позднее повторяется и в пресс-релизе. Позже твит был удален, а пресс-релиз изменён на «общие интересы в борьбе с Ираном».
Иран протестовал против конференции, называя её враждебным шагом. Глава внешнеполитического ведомства Европейского союза Федерика Могерини заявила, что не будет присутствовать на встрече в Варшаве, «которая получила прохладный прием от европейских стран». МИД России в свою очередь обнародовал заявление касательно конференции 22 января и сослался на то, что российские представители не будут присутствовать на конференции, которую Москва назвала «антииранской платформой». Крупные европейские державы, такие как Германия и Франция, отказались отправлять своих высокопоставленных дипломатов из-за опасений, что саммит был разработан главным образом для создания альянса против Ирана.
Министр иностранных дел Великобритании Джереми Хант согласился принять участие в саммите, но только при условии, что Великобритания, США, Объединенные Арабские Эмираты и Саудовская Аравия в ходе конференции проведут совещание по поводу Йемена.
Выступая в Варшаве, вице-президент США назвал режим в Иране «самой большой угрозой миру и безопасности на Ближнем Востоке». Майк Пенс раскритиковал некоторые европейские страны, пытающиеся ослабить санкции США против Ирана, и сказал, что Иран впоследствии развяжет «еще один Холокост».
Бывший мэр Нью-Йорка Руди Джулиани заявил на пресс-конференции в Варшаве, что Тегеран должен быть изолирован от внешнего мира.
Халид бин Салман, посол Саудовской Аравии в Соединённых Штатах, заявил, что причиной его участия в саммите в Варшаве было «занять твердую позицию в отношении сил, угрожающих будущему мира и безопасности», в частности иранцев.

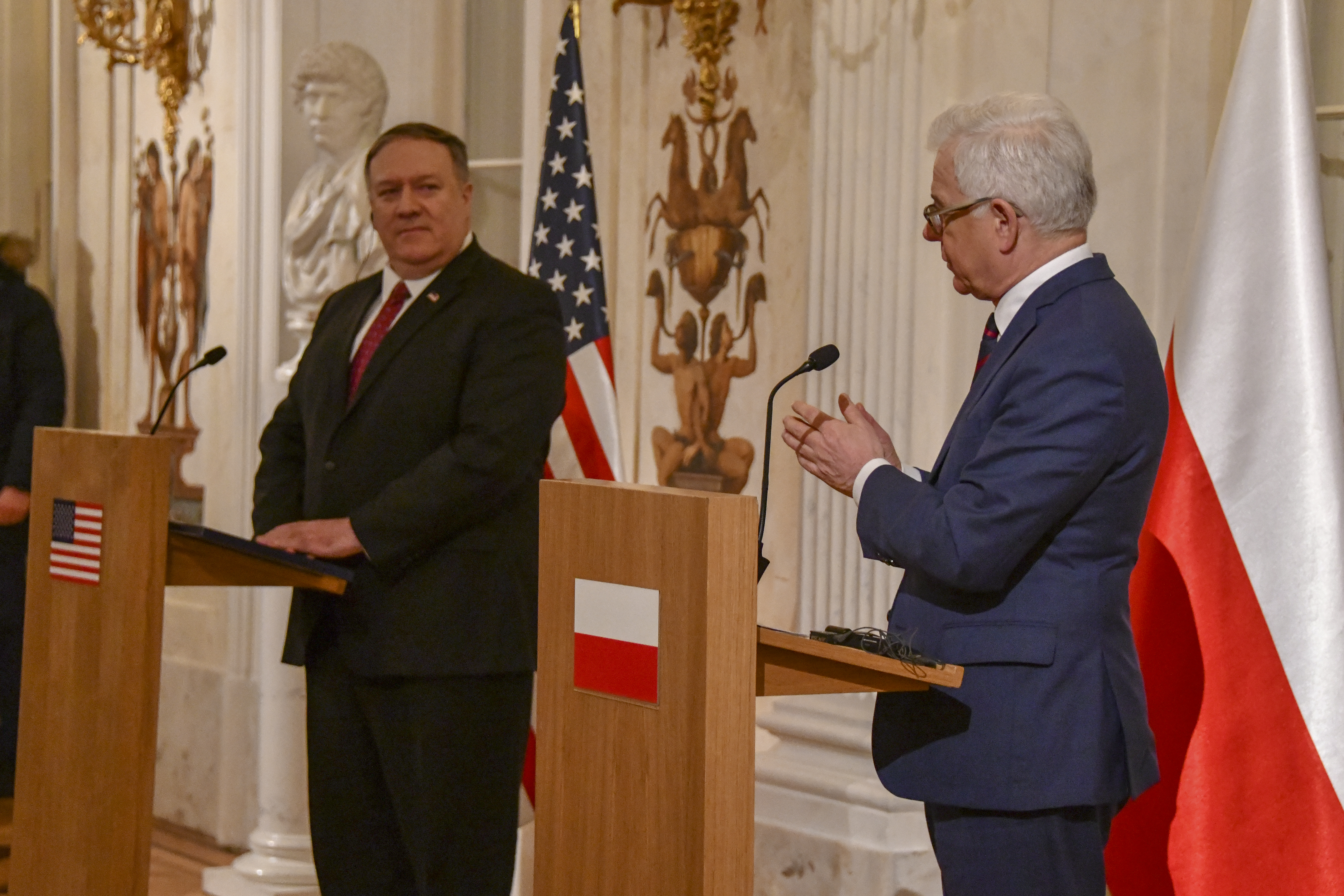
Госсекретарь США Майк Помпео принимает участие в совместной пресс-конференции с министром иностранных дел Польши Яцеком Чапутовичем

13 и 14 февраля группа сторонников национальной организации Совета сопротивления Ирана, выступающей за «смену режима» в Исламской Республике Иран, провела акцию в Варшаве, приуроченную к конференции. Эта организация ранее была объявлена террористической группой правительством Соединённых Штатов. Бывший мэр Нью-Йорка Руди Джулиани присутствовал на митинге, потребовав более жесткой политики против иранского правительства и нарушений им прав человека.
Выступая на митинге нескольких сотен сторонников Организации моджахедов иранского народа в Варшаве, бывший мэр Нью-Йорка господин Джулиани сообщил, что любой мир в регионе возможен только после «серьезных изменениях в теократической диктатуре Ирана».
На митинге Организации моджахедов иранского народа в Варшаве также выступили Сид Ахмед Гозали, бывший премьер-министр Алжира, Роберт Торричелли, бывший сенатор-демократ от США, а также несколько членов парламента Польши.
Палестинская группа сопротивления и правящая в Газе партия ХАМАС осудили конференцию, на которой «израильские лидеры, которые продолжают совершать отвратительные преступления против палестинского народа, оскверняют святые места и лишают палестинцев их основных прав». Хусит Мохаммед Абдул-Салам выступил против Варшавской конференции, заявив, что «создание правительства в изгнании вынудило бывших должностных лиц йеменского режима согласиться на нормализацию отношений с Израилем и пойти по стопам Эр-Рияда и Абу-Даби». Абдул-Салам также заявил: «Мир в Йемене не может быть обеспечен путем капитуляции перед Израилем».
Турция также отказалась от приглашения Соединённых Штатов принять участие в саммите в Варшаве по противодействию иранскому влиянию на Ближнем Востоке на том основании, что она «нацелена на одну страну», в частности на Иран. Тем не менее, Турция не осудила ни участие Азербайджана, братской тюркской страны и союзника Турции, ни его антииранскую позицию.